# Episodi di Colt .45 (prima stagione)
La prima stagione della serie televisiva Colt. 45 è andata in onda negli Stati Uniti dal 18 ottobre 1957 all'11 aprile 1958 sulla ABC.
| nº | Titolo originale                 | Prima TV USA     |
| -- | -------------------------------- | ---------------- |
| 1  | Judgment Day                     | 18 ottobre 1957  |
| 2  | A Time to Die                    | 25 ottobre 1957  |
| 3  | The Three Thousand Dollar Bullet | 1º novembre 1957 |
| 4  | Gallows at Granite Gap           | 8 novembre 1957  |
| 5  | Small Man                        | 15 novembre 1957 |
| 6  | Final Payment                    | 22 novembre 1957 |
| 7  | One Good Turn                    | 29 novembre 1957 |
| 8  | Last Chance                      | 6 dicembre 1957  |
| 9  | Young Gun                        | 13 dicembre 1957 |
| 10 | Rebellion                        | 20 dicembre 1957 |
| 11 | The Gypsies                      | 27 dicembre 1957 |
| 12 | Sign in the Sand                 | 3 gennaio 1958   |
| 13 | The Mirage                       | 10 gennaio 1958  |
| 14 | Blood Money                      | 17 gennaio 1958  |
| 15 | Dead Reckoning                   | 24 gennaio 1958  |
| 16 | Decoy                            | 31 gennaio 1958  |
| 17 | Rare Specimen                    | 7 febbraio 1958  |
| 18 | Mantrap                          | 14 febbraio 1958 |
| 19 | Ghost Town                       | 21 febbraio 1958 |
| 20 | Golden Gun                       | 28 febbraio 1958 |
| 21 | Circle of Fear                   | 7 marzo 1958     |
| 22 | Split Second                     | 14 marzo 1958    |
| 23 | Point of Honor                   | 21 marzo 1958    |
| 24 | The Deserters                    | 28 marzo 1958    |
| 25 | The Manbuster                    | 4 aprile 1958    |
| 26 | Long Odds                        | 11 aprile 1958   |

## Judgment Day
- Prima televisiva: 18 ottobre 1957
- Diretto da: Douglas Heyes
- Scritto da: Marion Hargrove
- Soggetto di: Roy Huggins

### Trama
- Guest star: Peter Brown (Davey), Guy Teague (scagnozzo), Fred Coby (scagnozzo), Robert Williams (scagnozzo), Kenneth Terrell (cittadino), Barry Brooks (impiegato dell'hotel), Bob Steele (sergente Granger), Kenneth R. MacDonald (colonnello Parker), Helen Brown (Sorella Howard), Andrew Duggan (Jim Rexford), Erin O'Brien (Sorella Helen MacGregor)

## A Time to Die
- Prima televisiva: 25 ottobre 1957
- Diretto da: Douglas Heyes
- Scritto da: Leo Gordon

### Trama
- Guest star: Eddie Parker (Clete), John Daheim (Burke), Kenneth R. MacDonald (colonnello Parker), Wayne Morris (Jim Girard), Dan Blocker (Will)

## The Three Thousand Dollar Bullet
- Prima televisiva: 1º novembre 1957
- Diretto da: Franklin Adreon
- Scritto da: Robert Schaefer, Eric Freiwald

### Trama
- Guest star: Walter Reed (Sawyer), Laurie Mitchell (Adele), Forrest Lewis (Willy Flood), William Lally (Hobbs), Joel Ashley (Luke Hanson), John Beradino (John Modoc), Michael Dante (Davey Bryant), Toni Gerry (Amy Hodges), Harlan Warde (Dan Crawford), Richard Garland (Bill Hodges)

## Gallows at Granite Gap
- Prima televisiva: 8 novembre 1957
- Diretto da: Franklin Adreon
- Soggetto di: Joseph Chadwick

### Trama
- Guest star: Ken Osmond (Tommy), Louis Quinn (conducente della diligenza), Harry Strang (uomo), Alan Reynolds (cittadino), William Henry (Deputy Trask), Harry Antrim (Doc Fallon), Stuart Randall (sceriffo Pat Monohan), Virginia Gregg (Martha Naylor), John Smith (Comanche Kid)

## Small Man
- Prima televisiva: 15 novembre 1957
- Diretto da: Edward Bernds
- Scritto da: Frederic Brady

### Trama
- Guest star: Chris Alcaide (Grimes), George J. Lewis (sceriffo), George Barrows (Henton), John Cason (Hank Reeves), Rayford Barnes (Brent Nelson), Vicki Raaf (Madge), Charles Fredericks (Larkin), Paul E. Burns (Hawkins), Jay Novello (John Barnett)

## Final Payment
- Prima televisiva: 22 novembre 1957
- Diretto da: Franklin Adreon

### Trama
- Guest star: Walter Barnes (Mace Bluestone), John Cliff (Cade Bluestone), James Nolan (Ben Bluestone), Dick Foran (Tuck Degan)

## One Good Turn
- Prima televisiva: 29 novembre 1957
- Diretto da: Edward Bernds
- Scritto da: John McGreevey

### Trama
- Guest star: Nacho Galindo (Dominguez), Vincent Padula (Francesco Nunez), Myron Healey (Becker), Robert Anderson (Cranly), Alma Beltran (Maria Valdez), Lisa Montell (Teresa Valdez), William Phipps (Trumbull)

## Last Chance
- Prima televisiva: 6 dicembre 1957

### Trama
- Guest star: Aline Towne (Marion Whittier), Kent Taylor (Wallace Grant), Tina Carver (Kate Grant), Willard Sage (Morgan Brent), Stacy Keach, Sr. (sceriffo Ben Mason)

## Young Gun
- Prima televisiva: 13 dicembre 1957
- Diretto da: Walter Grauman
- Soggetto di: Joel Rapp, William Driskill

### Trama
- Guest star: Roy Barcroft (cliente), Murvyn Vye (sceriffo Willoughby), Nesdon Booth (barista), Jaclynne Greene (Julie), Hugh Sanders (sceriffo Powers), James Anderson (Jeff Lanier), Lauren Tuttle (Francis Benedict), Peter Brown (Jimmy Benedict), Charles Bronson (Danny Arnold)

## Rebellion
- Prima televisiva: 20 dicembre 1957
- Diretto da: Walter Grauman

### Trama
- Guest star: Fran Bennett (Laura Killian), Mary Beth Hughes (Clover Haig), Leslie Bradley (colonnello Jack Killian), Robert Warwick (giudice Killian)

## The Gypsies
- Prima televisiva: 27 dicembre 1957
- Diretto da: Alan Crosland, Jr.

### Trama
- Guest star: Paul Picerni (Quito), Don Megowan (Deputy Pete Dawson), Steve Darrell (Marshal Terry Wilson), Lyn Thomas (Nan Wilson)

## Sign in the Sand
- Prima televisiva: 3 gennaio 1958
- Diretto da: Alan Crosland, Jr.
- Scritto da: Frederic Brady

### Trama
- Guest star: James Lydon (Frank Harper), William Tannen (Dave), Charles Tannen (Wrangler), Kenneth R. MacDonald (colonnello Parker)

## The Mirage
- Prima televisiva: 10 gennaio 1958

### Trama
- Guest star: Don 'Red' Barry (capitano Thane), Valentin de Vargas (Carlos Hernandez), John Vivyan (George Foley), Frank Puglia (Ramon Esperanza), Ana Maria Majalca (Maurita)

## Blood Money
- Prima televisiva: 17 gennaio 1958
- Diretto da: Abner Biberman
- Scritto da: David Lang

### Trama
- Guest star: Nesdon Booth (Fat Man), Fred Therman (impiegato), David McMahon (Blacksmith), Benny Baker (impiegato), John Cliff (Roper), Randy Stuart (Julie), Jerry Paris (Joe Bullock)

## Dead Reckoning
- Prima televisiva: 24 gennaio 1958
- Diretto da: Abner Biberman
- Scritto da: Jack Harvey

### Trama
- Guest star: Ralph Dumke (senatore King), Jason Robards, Sr. (giudice Hesby), Kenneth R. MacDonald (colonnello Parker), Bill Erwin (impiegato dell'hotel), Addison Richards (Warden Johnson), Willard Thompson (sceriffo), Robert "Buzz" Henry (Pete Dill), Kem Dibbs (Blake Ralph), Lee Van Cleef (Tom Devery), Richard Webb (Rocky Norton), Joan Vohs (Katherine Norton)

## Decoy
- Prima televisiva: 31 gennaio 1958
- Diretto da: Leslie H. Martinson

### Trama
- Guest star: Ernestine Barrier (Dona Rita), Christopher Dark (Don Ramon), Pierre Watkin (colonnello Duncan), Kathleen Crowley (Elena)

## Rare Specimen
- Prima televisiva: 7 febbraio 1958
- Diretto da: Leslie H. Martinson
- Scritto da: Gene Levitt

### Trama
- Guest star: Kasey Rogers (Molly Field), Frank Ferguson (Todd), Kenneth R. MacDonald (colonnello Parker), Charles Cooper (Jed Dailey)

## Mantrap
- Prima televisiva: 14 febbraio 1958

### Trama
- Guest star: Robert Fortier (Tom Simons), Travis Bryan (Bernard), Don 'Red' Barry (Percival), Peter Whitney (Ralph), Venetia Stevenson (Valintine)

## Ghost Town
- Prima televisiva: 21 febbraio 1958
- Diretto da: Lee Sholem

### Trama
- Guest star: John Litel (Hosea Tillery), Arthur Space (Jud), Joanna Barnes (Kate Henniger), Bing Russell (Jack Lowden)

## Golden Gun
- Prima televisiva: 28 febbraio 1958
- Diretto da: Richard L. Bare
- Scritto da: Frederic Brady

### Trama
- Guest star: Wally Cassell, Herbert Lytton, Lane Chandler, Stuart Randall, Mark Tapscott, Charles Fredericks, Ron Hayes, Benny Baker, Dawn Richard (Liz Frome), Edd Byrnes (Paul Wilson Jr.), Paul Fix (Frank Wilson Sr.)

## Circle of Fear
- Prima televisiva: 7 marzo 1958
- Diretto da: Leslie H. Martinson
- Soggetto di: Ben Markson

### Trama
- Guest star: Robert Clarke (John Quint), Sean Garrison (Chuck Dudley), Harvey Stephens (maggiore David Trevelen), Jean Willes (Blanche Raymer), Joan Weldon (Edith Murrow), Tol Avery (Archer Belgrade)

## Split Second
- Prima televisiva: 14 marzo 1958
- Diretto da: Leslie H. Martinson

### Trama
- Guest star: Dan Riss (sceriffo Milo), Arthur Batanides (Frank Fowler), Elaine Edwards (Alice), Richard Garland (Tack Bleeker)

## Point of Honor
- Prima televisiva: 21 marzo 1958
- Diretto da: William J. Hole
- Scritto da: Steve Fisher

### Trama
- Guest star: Sailor Vincent (membro della banda), Mary Alan Hokanson (femmina Sailor), Jack Shea (Red), Boyd 'Red' Morgan (Al), James Nolan (sceriffo Martin), Emile Meyer (Tom Shannon), John Smith (Shelby Taylor), Marcia Henderson (dottor Lea Taylor), Cameron Mitchell (dottor Alan McMurdo)

## The Deserters
- Prima televisiva: 28 marzo 1958
- Diretto da: Leslie H. Martinson

### Trama
- Guest star: Robert Foulk, Obie Venner, Myron Healey, Michael Dante (Ab Saunders), Angie Dickinson (Laura Meadows)

## The Manbuster
- Prima televisiva: 4 aprile 1958
- Diretto da: Oliver Drake
- Scritto da: Oliver Drake
- Soggetto di: Richard Wormser

### Trama
- Guest star: Jody Angelo (Lounger), Gregg Barton (Marshal), Don Beddoe (agente di viaggio), Gil Perkins (Hank Lawler), George Keymas (Pete Cerrilos), Jaclynne Greene (Harriet Brenner), Chris Warfield (Monty Chandler)

## Long Odds
- Prima televisiva: 11 aprile 1958
- Diretto da: Franklin Adreon
- Scritto da: David Lang
- Soggetto di: Joseph Hoffman

### Trama
- Guest star: John Hubbard, Robert J. Wilke (Cherry Lane), Charmienne Harker (madre), Karl Swenson (Courtwright), Paul Engle (Billy Dixon)